# Stereografische Projektion
Eine stereografische Projektion (auch konforme azimutale Projektion) ist eine Abbildung einer Kugelfläche in eine Ebene mit Hilfe einer Zentralprojektion, deren Projektionszentrum (PZ) auf der Kugel liegt. Die das Projektionszentrum und den Kugelmittelpunkt enthaltende Gerade ist orthogonal zur Bildebene, die traditionell die dem Projektionszentrum gegenüberliegende Tangentialebene ist.
Die stereografische Projektion wurde zuerst bei der Abbildung der Himmelskugel auf dem Astrolabium angewendet. Entdeckt wurde sie bereits in der Antike, vermutlich von Hipparchos um 130 v. Chr. Ausführlich und mit geometrischem Beweis dafür, dass Kreise der Kugeloberfläche in Kreise der Bildebene übergehen (Kreistreue), ist sie in der kleinen Abhandlung Planisphaerium des Ptolemäos (ca. 85–160) dargelegt. Die Idee, die Kreis- und die Winkeltreue dieser Abbildung auch für kartografische Abbildungen der Erdoberfläche zu nutzen, hatte erstmals der Nürnberger Astronom und Mathematiker Johannes Werner (1468–1528). Sie hat allerdings den Nachteil merklicher Flächenverzerrungen an den Kartenrändern.
In der Kristallografie findet die stereografische Projektion praktische Anwendung in der Darstellung der Gitterebenen eines Kristalls (üblicherweise winkeltreu mittels des sogenannten Wulff’schen Netzes) und in der Strukturgeologie bei der Darstellung von Geländedaten wie des Streichens und Fallens von Schicht-, Schieferungs-, Verwerfungs- und Kluftflächen (üblicherweise flächentreu mittels des sogenannten Schmidt’schen Netzes).
In der reinen Mathematik hat die stereografische Projektion eine erweiterte, abstraktere Bedeutung. Sie wird auch für höherdimensionale Räume, also nicht nur zur Abbildung aus dem dreidimensionalen in den zweidimensionalen Raum, benutzt.

Abbildung 1: Stereografische Projektion der unteren Hälfte einer Kugel-Oberfläche und eines gegenüber der Bildebene geneigten Großkreises (rot, z. B. die Ekliptik auf der Himmelskugel aus einem Himmelspol)

## Anwendungsbeispiele

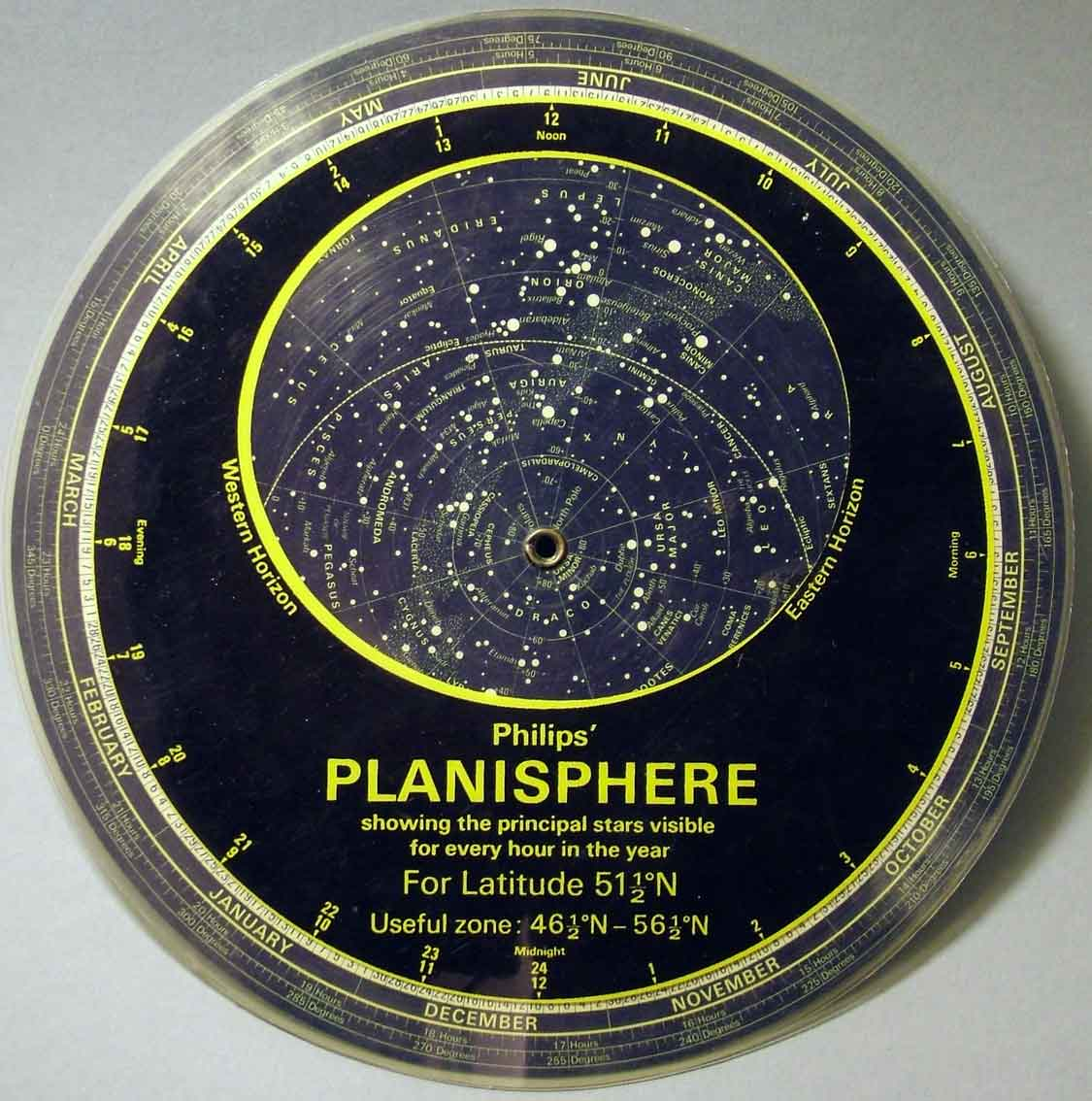
Bild 2: Drehbare Sternkarte (hier in der heute meistens verwendeten, im Ergebnis ähnlichen, mittabstandstreuen Azimutalprojektion). Die Bezeichnung „PLANISPHERE“ wurde vom Astrolabium übernommen.

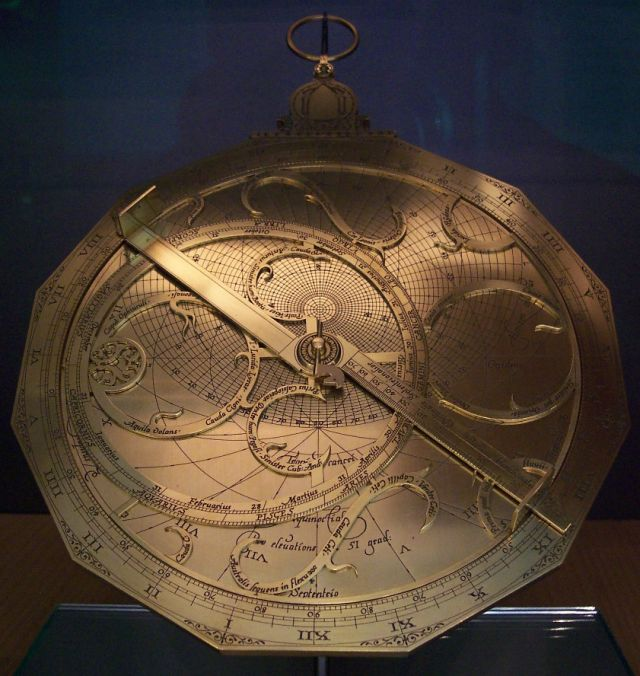
Bild 1: Stereografische Projektion des nördlichen Sternenhimmels auf einem Astrolabium

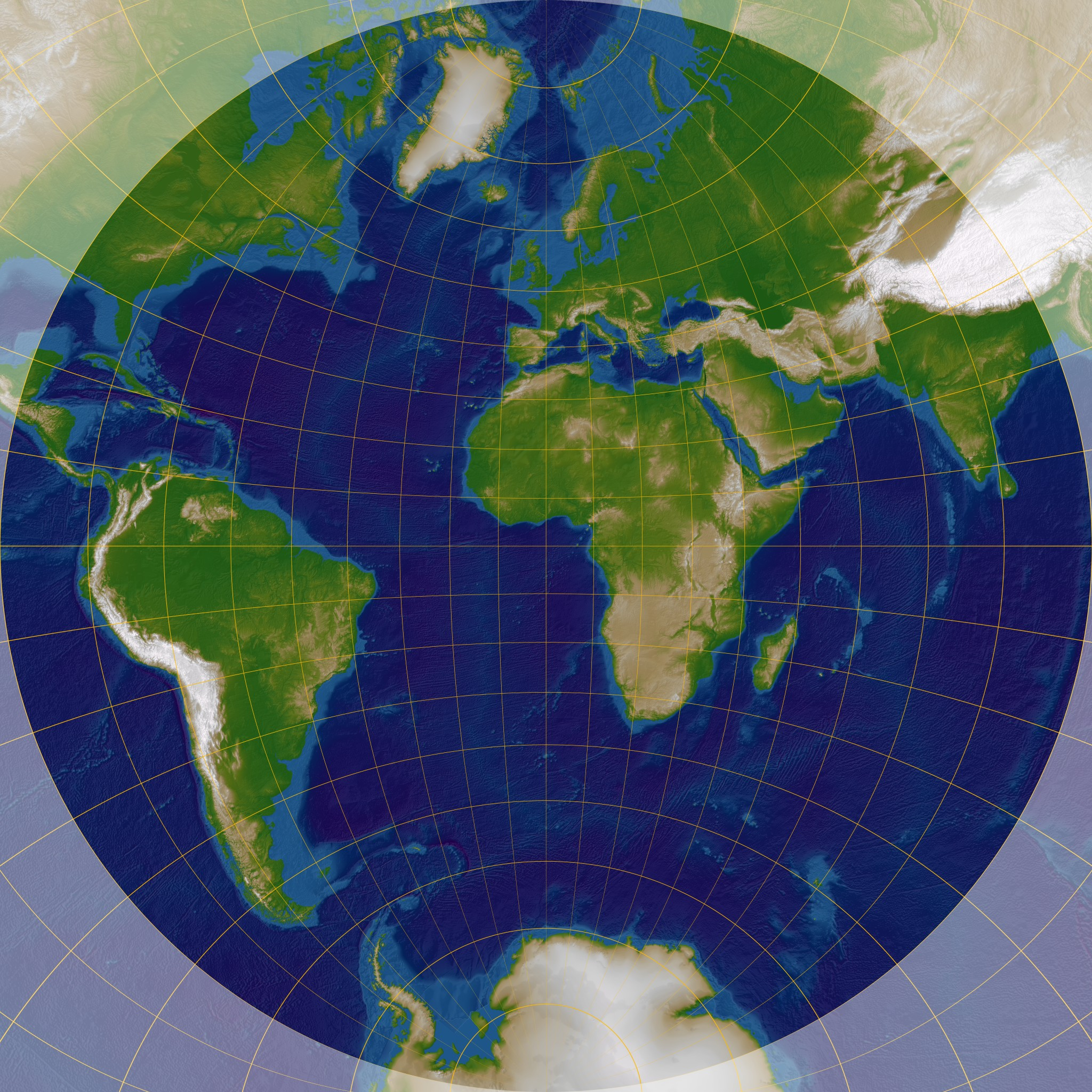
Bild 4: Liegt die Abbildungsebene auf dem Äquator, so werden sowohl Meridiane als auch Breitenkreise als Kreise abgebildet. Der hervorgehobene Kreisinhalt ist die Hälfte der Erdoberfläche.

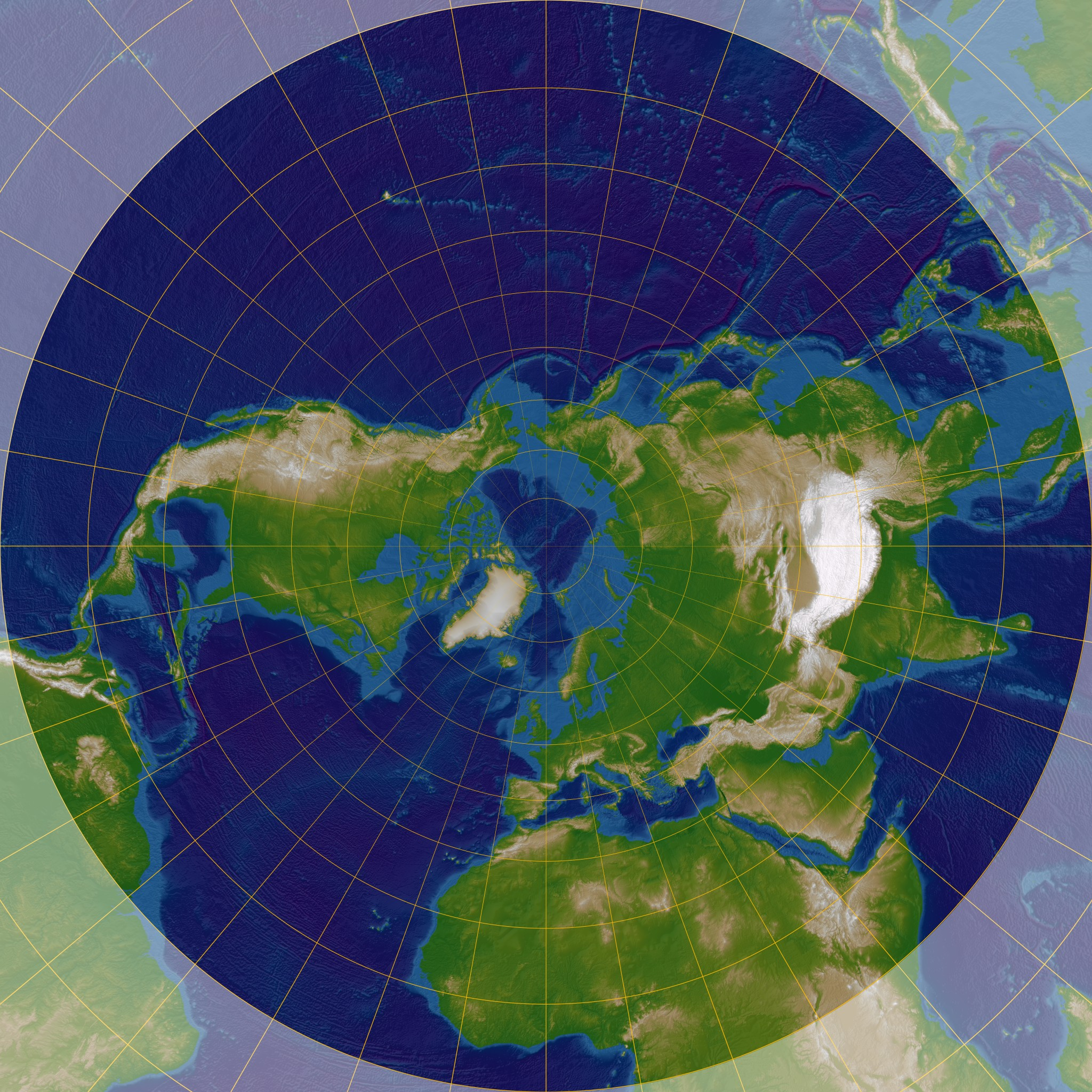
Bild 3: Liegt die Abbildungsebene auf dem Erdpol, so werden die Meridiane als Gerade und die Breitenkreise als konzentrische Kreise um den Pol abgebildet. Der hervorgehobene Kreisinhalt ist die Hälfte der Erdoberfläche, er endet am Äquator.

### Astrolabium und Sternkarte
Das Astrolabium in Bild 1 enthält den nördlichen Himmel. Die projizierten Sterne (inklusive Tierkreis) befinden sich auf der um das Bild des nördlichen Himmelspols (Polarstern) drehbaren Rete. Auf der festen Unterlage (Tympanon) ist die sogenannte Safiha eingraviert, die aus den Abbildern der zum Zenit konzentrischen, horizontparallelen Höhenkreise (Almukantarate), des Horizonts (Abbild: eine konkave Linie) und der dazu rechtwinkligen Azimutkreise besteht.
Eine der in Bild 2 abgebildeten drehbaren Planisphere ähnliche Sternkarte ist das prinzipiell gleich funktionierende und nützliche, aber preiswertere Folgeprodukt des Astrolabiums. Der unterbrochene Kreisbogen ist die Ekliptik, ein Stück eines in der Abbildung zum Polbild exzentrischen Kreises.

### Kartografie der Erdoberfläche
Die leichte zeichnerische Herstellbarkeit (nur Kreise und Geraden für Kreise auf der Erdoberfläche) und die Winkeltreue wurden bereits im Altertum auch für Karten und für die Navigation genutzt. Wird der Berührungspunkt der Abbildungsebene zum Beispiel in eine Hafenstadt gelegt, so sind die kürzesten Wege zu Zielen in allen Richtungen als Geraden abgebildet.
Bei der polaren stereografischen Projektion (der Berührpunkt der Abbildungsebene liegt im Nord- oder Südpol) werden die Meridiane des geografischen Koordinatensystems der Erde als Geraden durch den Erdpol abgebildet (siehe Bild 3). Die Navigationselemente geografische Länge und geografische Breite werden daher durch diese Projektionsart für Navigationszwecke an den Polen anschaulich wiedergegeben. Die Abbildung der Polarregionen als Teile der modernen internationalen Weltkarte erfolgt ebenfalls über die stereografische Projektion.
In der Geophysik werden Karten über die Verteilung von Kräften oder Linienstrukturen auf der Erdkugel auf einem stereografischen Netzentwurf aufgebaut.

## Mathematische Behandlung

### Umrechnung Bild- in Objektkoordinaten

Abbildung 3: Stereografische Projektion einer Kugel (-Hälfte): Projektion von Parallelkreisen gleicher Zentriwinkel-Distanz und von Meridiankreisen

Abbildung 2: Sphärische Koordinaten des Punktes auf der Kugel

Für die Objektpunkte werden sphärische ({\displaystyle r,\theta ,\varphi }, wie in Abbildung 2) und für die Bildpunkte ebene Polarkoordinaten (Radius {\displaystyle m}, Richtung {\displaystyle \alpha }, wie in Abbildung 3) verwendet.
Ein Objektpunkt {\displaystyle P:=(r,\varphi ,\theta )} wird auf den Bildpunkt {\displaystyle P':=(\alpha ,m)} abgebildet.
Für die Winkel {\displaystyle \varphi } und {\displaystyle \alpha } wird die gleiche Bezugsrichtung angenommen. Somit gilt:
{\displaystyle \alpha =\varphi }
Der Abstand {\displaystyle m} (radiale Polarkoordinate) wird aus Dreiecksbetrachtungen (siehe Abbildung 3) ersichtlich:
{\displaystyle m=2\cdot r\cdot \tan {\frac {\theta }{2}}}
Während die Länge des Bogens auf der Kugel vom Berührungspunkt zum Breitenkreis linear zunimmt, vergrößert sich der Radius {\displaystyle m} in der Ebene progressiv bis ins Unendliche (bis zum Projektionszentrum). Diese sogenannte Längenverzerrung {\displaystyle h} ist der Differentialquotient der auf {\displaystyle r} normierten Funktion {\displaystyle {\frac {m}{r}}} nach {\displaystyle \theta }:
{\displaystyle h={\frac {d}{d\theta }}\left({\frac {m}{r}}\right)={\frac {d}{d\theta }}\left(2\cdot \tan {\frac {\theta }{2}}\right)={\frac {1}{\cos ^{2}\theta /2}}}
Wegen des stark progressiven Wachsens der Verzerrung (unendlich groß bei {\displaystyle \theta =180^{\circ }}) bleiben die stereografischen Abbildungen in der Praxis auf {\displaystyle \theta \leq 90^{\circ }} beschränkt.
| {\displaystyle \theta } | {\displaystyle m/r} | {\displaystyle h} |
| ----------------------- | ------------------- | ----------------- |
| 00°                     | 00°                 | 1                 |
| 05°                     | 05,003°             | 1,002             |
| 10°                     | 10,025°             | 1,008             |
| 15°                     | 15,086°             | 1,017             |
| 20°                     | 20,206°             | 1,031             |
| 25°                     | 25,404°             | 1,049             |
| 30°                     | 30,705°             | 1,072             |
| 35°                     | 36,131°             | 1,099             |
| 40°                     | 41,708°             | 1,132             |

| {\displaystyle \theta } | {\displaystyle m/r} | {\displaystyle h} |
| ----------------------- | ------------------- | ----------------- |
| 45°                     | 47,47°              | 1,17              |
| 50°                     | 53,43°              | 1,22              |
| 55°                     | 59,65°              | 1,27              |
| 60°                     | 66,16°              | 1,33              |
| 65°                     | 73,00°              | 1,41              |
| 70°                     | 80,24°              | 1,49              |
| 75°                     | 87,93°              | 1,59              |
| 80°                     | 96,15°              | 1,7               |
| 85°                     | 105,0°              | 1,84              |

| {\displaystyle \theta } | {\displaystyle m/r} | {\displaystyle h} |
| ----------------------- | ------------------- | ----------------- |
| 90°                     | 114,6°              | 2                 |
| 100°                    | 136,6°              | 2,4               |
| 110°                    | 163,7°              | 3,0               |
| 120°                    | 198,5°              | 4                 |
| 130°                    | 245,7°              | 5,6               |
| 140°                    | 314,8°              | 8,5               |
| 150°                    | 427,7°              | 14,9              |
| 160°                    | 649,9°              | 33,2              |
| 170°                    | 1310,°              | 131,              |

#### Geografische Koordinaten der Erde
Will man die nördliche Halbkugel stereografisch abbilden, so ergeben sich die Zuordnungen:
- Das Projektionszentrum fällt mit dem Südpol zusammen, der Berührungspunkt mit dem Nordpol.
- {\displaystyle \Theta =\pi /2-\delta }
- {\displaystyle \varphi =\lambda }

Auf diese Weise erscheinen die Breitengrade in der Projektionsebene als konzentrische Kreise um den Berührungspunkt (= Nordpol) und die Längengrade als Ursprungshalbgeraden.
Für die südliche Halbkugel gilt:
- Das Projektionszentrum fällt mit dem Nordpol zusammen, der Berührungspunkt mit dem Südpol.
- {\displaystyle \Theta =\pi /2+\delta }
- {\displaystyle \varphi =-\lambda }

### Geometrie ebener Kurven
Gegeben sei eine beliebige Kurve {\displaystyle r(\varphi )} in der Ebene in expliziter Polarkoordinatendarstellung. Nun lege man die Projektionskugel mit Radius {\displaystyle R} auf den Koordinatenursprung, den Tangentialpunkt TP. Durch das Projektionszentrum – den auf der Kugeloberfläche gegenüberliegenden Punkt PZ – legt man nun eine zweite Ebene, die parallel zur ursprünglichen Ebene liegt (also durch Parallelverschiebung der ersten Ebene senkrecht zu selbiger um {\displaystyle 2R} entsteht). Nun werde mittels stereografischer Projektion in PZ die gegebene Kurve in der ersten Ebene auf die Sphäre projiziert. Indem der ursprüngliche Punkt TP als neues Projektionszentrum genutzt wird, wird durch eine weitere stereografische Projektion die Kurve auf der Sphäre auf die zweite Ebene projiziert – sie sei dort in Polarkoordinaten durch {\displaystyle \rho (\varphi )} beschrieben. Dann gilt {\displaystyle \rho (\varphi )={\tfrac {4R^{2}}{r(\varphi )}}}. Die gegebene Kurve ist also durch diese doppelte stereografische Projektion am Kreis mit Radius {\displaystyle 2R} in der (parallelen) Bildebene invertiert worden.

### Kreistreue

Abbildung 4: Nachweis der Kreistreue

Die Strahlen aus dem Projektionszentrum PZ (Abb.) an den Urkreis K (Durchmesserpunkte 1 und 2) bilden einen schiefen Kreiskegel, dessen zu K paralleler Schnitt K’ kreisförmig ist. Die Projektionsebene K’’ schneidet die Kegelachse gleich schräg wie der Schnitt K’, weshalb die in ihr liegende Schnittfigur ebenfalls ein Kreis (Punkte 1’’ und 2’’) ist.

Wichtig: Die Kreistreue gilt generell nur für die Kreislinie. Der Mittelpunkt des Objektkreises wird z. B. nicht als Mittelpunkt des Bildkreises abgebildet. Hiervon sind nur die Fälle, bei denen der Kreiskegel gerade ist, ausgenommen.
Weitere Besonderheiten der stereografischen Projektion sind:
- Das Bild des Projektionszentrums liegt im Unendlichen.
- Alle Kreise auf der Kugeloberfläche werden als Kreise abgebildet (Kreistreue).
  - Kreise durch das Projektionszentrum werden als Geraden dargestellt.

### Kugelspiegelung (Inversion)
Eine stereografische Projektion lässt sich auch als Spiegelung an einer Kugel (Inversion) interpretieren. Aus den Eigenschaften einer Inversion folgen dann sofort die Kreistreue und Winkeltreue.

### Verallgemeinerung auf ℝn
Die oben beschriebene Projektion ist der Spezialfall der allgemeinen stereografischen Projektion: Im dreidimensionalen Raum {\displaystyle \mathbb {R} ^{3}} wird die zweidimensionale Kugeloberfläche {\displaystyle S_{1}^{2}\left((0,0,1)\right)} auf die Kartenebene und somit in den zweidimensionalen Raum {\displaystyle \mathbb {R} ^{2}} abgebildet. Die allgemeine Abbildung sieht wie folgt aus:
{\displaystyle \sigma \colon \mathbb {R} ^{n+1}\supset S_{1}^{n}\left((0,\ldots ,0,1)\right)\backslash \{\left(0,\ldots ,0,2\right)\}\to \mathbb {R} ^{n}}
{\displaystyle \sigma \left(x_{1},x_{2},\ldots ,x_{n+1}\right)=\left({\frac {2x_{1}}{2-x_{n+1}}},{\frac {2x_{2}}{2-x_{n+1}}},\ldots ,{\frac {2x_{n}}{2-x_{n+1}}}\right)}
Es ist jedoch auch möglich, das Urbild dieser Funktion so zu wählen, dass sein Äquator die Projektions-Hyperebene schneidet:
{\displaystyle P_{N}\colon \mathbb {R} ^{n+1}\supset \mathbb {S} ^{n}\backslash \{\left(0,\ldots ,0,1\right)\}\to \mathbb {R} ^{n}}
{\displaystyle P_{N}\left(x_{1},x_{2},\ldots ,x_{n+1}\right)=\left({\frac {x_{1}}{1-x_{n+1}}},{\frac {x_{2}}{1-x_{n+1}}},\ldots ,{\frac {x_{n}}{1-x_{n+1}}}\right)}

Abbildung 5: Bei dieser Variante der stereografischen Projektion liegt die Kugel nicht auf der (Hyper-)Ebene, sondern schneidet sie.

Diese Abbildung ist für den Punkt {\displaystyle N:=(0,\ldots ,0,1)\in \mathbb {R} ^{n+1}}, den sogenannten Nordpol, natürlich nicht definiert. Betrachtet man die Abbildung {\displaystyle P_{S}}, deren Funktionsterm {\displaystyle x_{n+1}+1} statt {\displaystyle 1-x_{n+1}} im Nenner hat, dann wird die Sphäre bis auf den Südpol abgebildet.
Ändert man das Urbild der stereografischen Projektion auf diese Weise, so erhält man durch die beiden Abbildungen {\displaystyle P_{S}} und {\displaystyle P_{N}} einen Atlas der n-Sphäre.

#### Herleitung
Exemplarisch wird hier die stereografische Projektion durch den Nordpol hergeleitet. Für die Projektion durch den Südpol kann die gleiche Herleitung verwendet werden. Die stereografische Projektion durch den Nordpol soll einen Punkt {\displaystyle x} der Sphäre auf seinen Bildpunkt {\displaystyle y} in der Hyperebene {\displaystyle \{x\in \mathbb {R} ^{n+1}\colon x_{n+1}=0\}} so abbilden, dass der Bildpunkt {\displaystyle y} auf der Geraden durch den Nordpol und {\displaystyle x} liegt.
Diese Gerade kann durch
{\displaystyle g(t):=tN+(1-t)x=\left((1-t)x_{1},\ldots ,(1-t)x_{n+1}+t\right)}
parametrisiert werden. Diese Gerade schneidet die Ebene {\displaystyle \{x\in \mathbb {R} ^{n+1}\colon x_{n+1}=0\}}, wobei gilt:
{\displaystyle (1-t)x_{n+1}+t=0\Leftrightarrow (1-x_{n+1})t+x_{n+1}=0\Leftrightarrow 1-t=1+{\frac {x_{n+1}}{1-x_{n+1}}}={\frac {1}{1-x_{n+1}}}}
Daraus folgt, dass die Koordinaten des Schnittpunktes von {\displaystyle g(t)} und {\displaystyle \{x\in \mathbb {R} ^{n+1}\colon x_{n+1}=0\}} durch
{\displaystyle \left({\frac {x_{1}}{1-x_{n+1}}},{\frac {x_{2}}{1-x_{n+1}}},\ldots ,{\frac {x_{n}}{1-x_{n+1}}},0\right)}
gegeben sind. Betrachtet man nun die Ebene {\displaystyle \{x\in \mathbb {R} ^{n+1}\colon x_{n+1}=0\}} als {\displaystyle \mathbb {R} ^{n}}, so erhält man die stereografische Projektion durch den Nordpol.

#### Umkehrfunktionen
Zu den stereografischen Projektionen durch Nord- bzw. Südpol existieren die durch
{\displaystyle P_{N}^{-1}(y_{1},\ldots ,y_{n})=\left({\frac {2y_{1}}{\|y\|^{2}+1}},{\frac {2y_{2}}{\|y\|^{2}+1}},\ldots ,{\frac {2y_{n}}{\|y\|^{2}+1}},{\frac {\|y\|^{2}-1}{\|y\|^{2}+1}}\right)}
{\displaystyle P_{S}^{-1}(y_{1},\ldots ,y_{n})=\left({\frac {2y_{1}}{\|y\|^{2}+1}},{\frac {2y_{2}}{\|y\|^{2}+1}},\ldots ,{\frac {2y_{n}}{\|y\|^{2}+1}},{\frac {1-\|y\|^{2}}{\|y\|^{2}+1}}\right)}
beschriebenen stetigen Umkehrfunktionen. Daher sind {\displaystyle P_{N}} und {\displaystyle P_{S}} Homöomorphismen. Man hat mit der Projektion aus dem Nordpol und der aus dem Südpol einen möglichen Atlas gefunden. Damit ist gezeigt, dass die {\displaystyle n}-Sphäre eine {\displaystyle n}-dimensionale topologische Mannigfaltigkeit ist.

#### Kreistreue
Sei {\displaystyle E:\sum _{i=1}^{n+1}a_{i}\cdot x_{i}=b} eine Hyperebene in {\displaystyle \mathbb {R} ^{n}}. Ist {\displaystyle x=(x_{1},\ldots ,x_{n+1})^{t}\in \mathbb {S} ^{n}\cap E} und {\displaystyle a=(a_{1},\ldots ,a_{n+1})}, so folgt aus der Ebenengleichung von {\displaystyle E} sowie der Cauchy-Schwarzschen Ungleichung:
{\displaystyle 1=\|{\frac {a}{\|a\|}}\|\cdot \|x\|\geq {\frac {a}{\|a\|}}\cdot x\Rightarrow a\cdot x\leq \|a\|\Leftrightarrow {\sqrt {\sum _{i=1}^{n+1}a_{i}^{2}}}\geq \sum _{i=1}^{n+1}a_{i}x_{i}=b\Rightarrow {\frac {a_{n+1}+b}{a_{n+1}-b}}+\sum _{i=1}^{n}{\frac {a_{i}^{2}}{(a_{n+1}-b)^{2}}}\geq 0}
Das Bild der Punkte der Ebene durch {\displaystyle P_{N}} erfüllt die Gleichung:
{\displaystyle a_{1}{\frac {2y_{1}}{\|y\|^{2}+1}}+\cdots +a_{n}{\frac {2y_{n}}{\|y\|^{2}+1}}+a_{n+1}{\frac {\|y\|^{2}-1}{\|y\|^{2}+1}}=b\Leftrightarrow \sum _{i=1}^{n}\left(y_{i}-{\frac {-a_{i}}{a_{n+1}-b}}\right)^{2}={\frac {a_{n+1}+b}{a_{n+1}-b}}+\sum _{i=1}^{n}{\frac {a_{i}^{2}}{(a_{n+1}-b)^{2}}}}
Dies ist eine Sphärengleichung. Daher bildet {\displaystyle P_{N}} alle Schnitte von {\displaystyle \mathbb {S} ^{n}} und einer beliebigen Hyperebene, also insbes. Sphären, die in dieser Hyperebene liegen, auf Sphären in {\displaystyle \mathbb {R} ^{n}} ab.

### Kompaktifizierung der komplexen Zahlenebene
Die stereografische Projektion kann unter anderem zur Kompaktifizierung der komplexen Zahlenebene {\displaystyle \mathbb {C} } herangezogen werden. Man erweitert {\displaystyle \mathbb {C} \cong \mathbb {R} ^{2}} um einen zusätzlichen Punkt, der hier mit {\displaystyle \infty } bezeichnet wird. Die Menge {\displaystyle {\hat {\mathbb {C} }}} heißt Einpunktkompaktifizierung von {\displaystyle \mathbb {C} } oder Riemannsche Zahlenkugel.
Die Abbildung {\displaystyle P_{N}} wird mittels der Abbildung
{\displaystyle {\begin{aligned}{\hat {P_{N}}}\colon \mathbb {S} ^{2}&\to {\hat {\mathbb {C} }}=\mathbb {C} \cup \{\infty \}\\(x_{1},x_{2},x_{3})&\mapsto {\begin{cases}P_{N}(x_{1},x_{2},x_{3}),&\mathrm {f{\ddot {u}}r} \ (x_{1},x_{2},x_{3})\neq (0,0,1)\\\infty ,&\mathrm {f{\ddot {u}}r} \ (x_{1},x_{2},x_{3})=(0,0,1)\end{cases}}\end{aligned}}}
fortgesetzt. Man nennt nun {\displaystyle U\subset {\hat {\mathbb {C} }}=\mathbb {C} \cup \{\infty \}} offen genau dann, wenn {\displaystyle \sigma ^{-1}(U)} offen in {\displaystyle \mathbb {S} ^{2}} ist. Dadurch wird auf {\displaystyle {\hat {\mathbb {C} }}} eine Topologie induziert.

#### Chordale Metrik
Dieselbe Topologie wird durch die durch
{\displaystyle \chi (z,w):=\|P_{N}^{-1}(z)-P_{N}^{-1}(w)\|_{2}}
definierte chordale Metrik {\displaystyle \chi } induziert.